# Palacio de justicia del condado de DuPage
El antiguo palacio de justicia del condado de DuPage es un palacio de justicia de estilo románico richardsoniano diseñado por Mifflin E. Bell en Wheaton, Illinois, Estados Unidos. El edificio sirvió como sede del gobierno del condado de DuPage, Illinois desde su construcción en 1896, hasta que se construyó un nuevo juzgado en 1990.

## Historia
El palacio de justicia original del condado de DuPage se construyó en 1868 en un terreno comprado a Warren L. Wheaton. Un nuevo juzgado del condado de DuPage reemplazó esta estructura en 1896 y albergó muchos eventos importantes. Clarence Darrow defendió a George Munding en un juicio en 1924 que fue noticia regional. La primera sentencia en Illinois de un criminal convicto que fue a la silla eléctrica ocurrió aquí en 1931. En 1959 se construyó un anexo de la cárcel, aunque luego fue demolido. El juzgado funcionó hasta 1990, cuando se construyó el actual juzgado del condado de DuPage. En peligro de ser demolido, el edificio fue incluido en el Registro Nacional de Lugares Históricos en 1978. Un rayo en 1988 destruyó la torre original, aunque posteriormente fue reconstruida. La Universidad Nacional Louis compró el edificio en 1993 para operar como un campus satélite. A mediados de la década de 2000, el edificio se vendió nuevamente y se convirtió en condominios.
Construido con ladrillo rojo, el edificio cuenta con un campanario y varias torres. Estas características se incluyeron en el diseño del edificio para darle la apariencia de un castillo, que pretendía representar el propósito del edificio de defender la ley y la justicia. El interior de la planta baja cuenta con paneles de pared de mármol que se elevan 4 pies (1,2 m) a lo largo de las paredes. Es uno de los únicos edificios románicos richardsonianos en el norte de Illinois. La duración de la popularidad del estilo fue corta y los edificios fueron costosos de construir.